# Josef Goth
Josef Goth (7. prosince 1870 Svor – 3. října 1939 Varnsdorf) byl československý politik německé národnosti, meziválečný senátor Národního shromáždění ČSR za Německou sociálně demokratickou stranu dělnickou v ČSR.

## Biografie
V letech 1919–1923 byl starostou Varnsdorfu. Pak až do roku 1938 zastával post zástupce starosty.
Po parlamentních volbách v roce 1929 získal senátorské křeslo v Národním shromáždění. Mandát ale nabyl až dodatečně roku 1933 jako náhradník poté, co zemřel senátor Franz Beutel. V horní komoře setrval do roku 1935. Profesí dle údajů k roku 1933 byl tajemníkem ve Varnsdorfu.